# Rainhill
Rainhill è un paese di 11 913 abitanti della contea del Merseyside, in Inghilterra.